# 貝倫 (巴拉圭)
貝倫（西班牙語：Belén），是巴拉圭的城鎮，位於該國東北部，由康塞普西翁省負責管轄，始建於1760年8月23日，面積215平方公里，海拔高度79米，2002年人口10,114，人口密度每平方公里42人。